# Melada

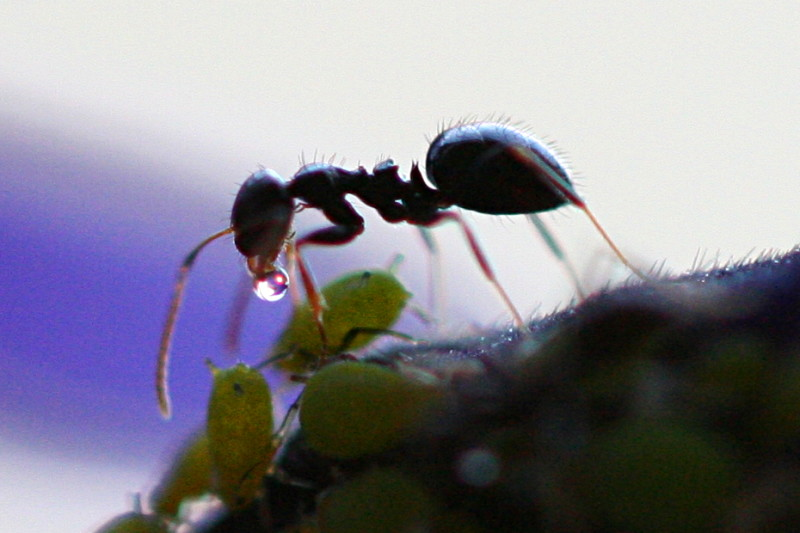
Um afídio produz melada para uma formiga numa relação de mutualismo.

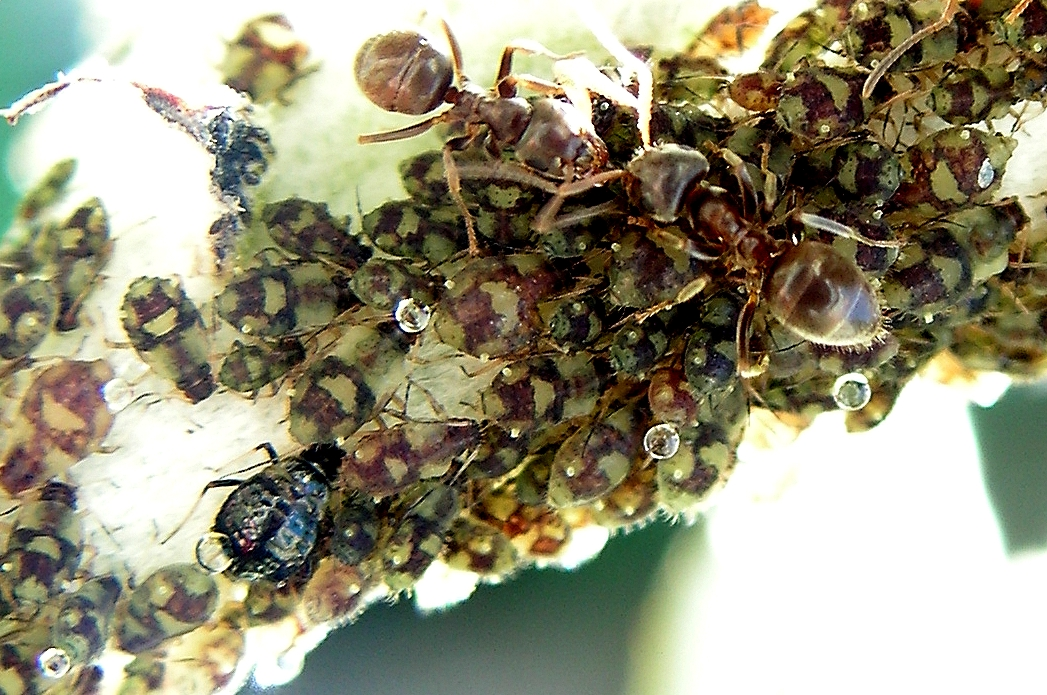
Afídios excretando melada.

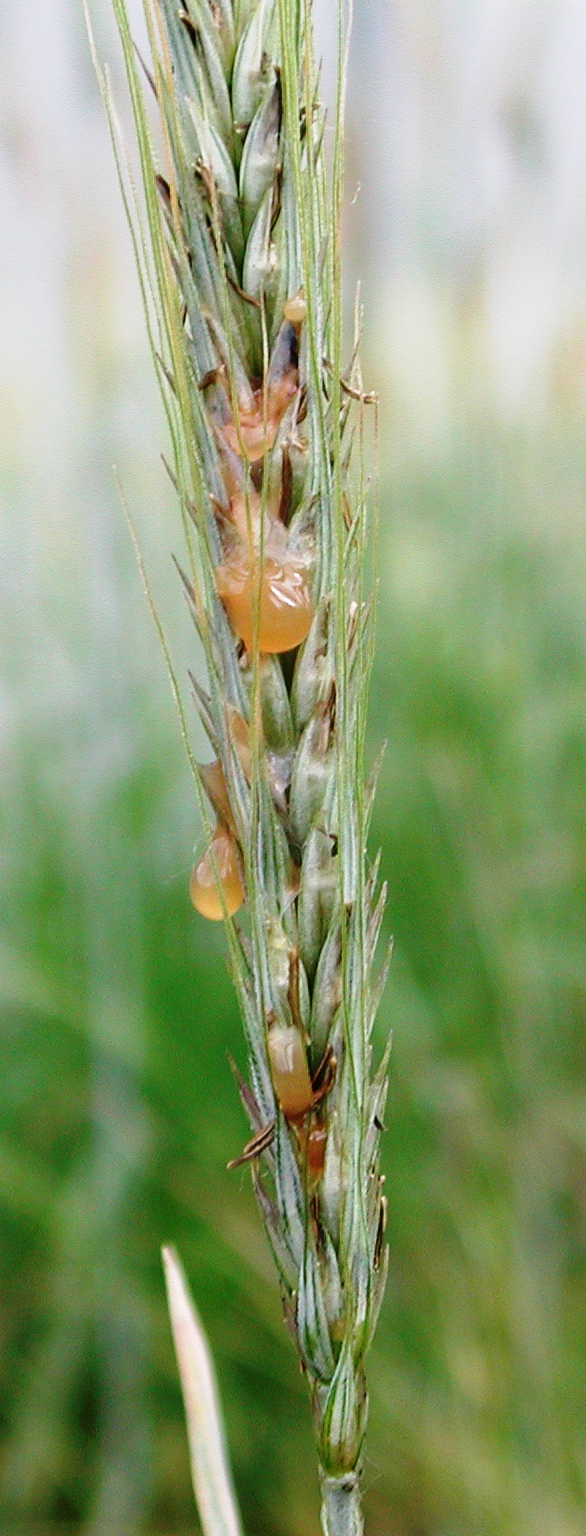
Melada provocada pelo fungo Claviceps purpurea no centeio.

Melada é uma substância espessa rica em açúcares, segregada geralmente por afídios e outros insectos, geralmente da ordem dos Hemiptera, enquanto se alimentam de seiva de plantas. Há, contudo, outros seres vivos além destes a ocasionar a excreção de melada das plantas. Os afídios alimentam-se passivamente de seiva dos vasos condutores do floema das plantas que parasitam. Como esta seiva está sujeita a pressão, entra directamente para o interior do canal alimentar do pulgão quando este perfura o vaso condutor com as suas peças bucais. Já se acreditou que fossem as cornículas destes insetos a segregar a melada que os afídeos segregam. Hoje em dia sabe-se que este é produzido no próprio canal alimentar, análogo aos nossos intestinos, resultando do excesso de seiva que não chega a ser consumida pelo inseto. Como a proporção de açúcares na seiva é muito maior que a de compostos azotados, e acima das necessidades dos afídeos, estes vão necessitar de ingerir grandes quantidades de seiva, de modo a obter a quantidade necessária de compostos azotados. O que não é digerido, vai constituir a melada, rica em açúcares e que é particularmente procurada pelas formigas. A teoria da trofobiose vai buscar muito dos seus argumentos ao contexto biológico em que se processa a produção de melada. Algumas lagartas de borboletas licaenídeas e algumas traças também produzem melada. Borboletas da espécie Niphanda fusca fazem a postura de ovos em plantas onde as formigas criam uma população de afídeos. Dos ovos nascem lagartas que se alimentam dos afídeos. Nesse caso, as formigas não defendem os afídeos, mas levam as lagartas para o seu formigueiro, onde serão alimentadas e onde serão elas a produzir melada utilizada pelas formigas. Quando as lagartas atingem o seu tamanho máximo, arrastam-se para a entrada da colónia onde se transformam em pupas, dentro de casulos. Duas semanas depois, as borboletas emergem dos casulos e levantam voo.
O maior problema que a melada pode causar no desenvolvimento das plantas, além do facto de cobrir as folhas, dificultando a fotossíntese, é o facto de levar à formação de fumagina, o que é uma preocupação particularmente para jardineiros e todos os que cultivam plantas ornamentais.
A melada é recolhida por certas espécies de aves, vespas e abelhas melíferas, especialmente em florestas de coníferas, que produzem, por este meio, um mel escuro, de sabor forte, designado de "mel de melada", particularmente valorizado em algumas partes da Europa e Ásia devido ao seu valor medicinal.
Crê-se que as formigas (ditas "formigas pastoras") recolhem a melada diretamente dos afídios, beneficiando-os com a sua própria presença, que afasta alguns inimigos naturais dos afídeos, como as joaninhas.

## Religião e mitologia
Na mitologia nórdica, e de acordo com o livro Gylfaginning, do Edda em prosa, a colossal árvore Yggdrasil, eixo do mundo, deixava cair um tipo de orvalho "que é o que o povo chama de orvalho de mel, de que as abelhas se aimentam." Note-se que em inglês, a melada é designada como "honeydew", ou seja, "orvalho de mel".